# Marco Pezzaiuoli
Marco Pezzaiuoli (sinh ngày 16 tháng 11 năm 1968) là một huấn luyện viên và cựu cầu thủ bóng đá người Đức.

## Sự nghiệp Huấn luyện viên
Marco Pezzaiuoli đã dẫn dắt Karlsruher SC, 1899 Hoffenheim và Cerezo Osaka.